# 馬達加斯加航空航點
截至2011年1月，馬達加斯加航空服務以下航點：

## 非洲
- 马达加斯加
  - 塔那那利佛 - 伊瓦圖國際機場（樞紐機場）
  - 安巴托美蒂 - 安巴托美蒂機場
  - 安卡瓦達拉 - 安卡瓦達拉機場
  - 安塔拉哈 - 安塔拉哈機場
  - 安薩路瓦 - 安薩路瓦機場
  - 安斯拉那那 - 安切拉那那機場
  - 安祖希希 - 安祖希希機場
  - 貝隆尼斯利比希那 - 貝隆尼斯利比希那
  - 貝莎林比 - 貝莎林比機場
  - 法拉凡加那 - 法拉凡加那機場
  - 菲亞納蘭楚阿 - 菲亞納蘭楚阿機場
  - 美迪拉奴 - 美迪拉奴機場
  - 馬哈席加 - 安博洛弗機場
  - 馬那卡拉 - 馬那卡拉機場
  - 馬納嘉利 - 馬納嘉利機場
  - 曼迪里察拉 - 曼迪里察拉機場
  - 曼查 - 曼查機場
  - 馬魯安采特拉 - 馬魯安采特拉機場
  - 莫拉凡諾比 - 莫拉凡諾比機場
  - 莫洛比 - 莫洛比機場
  - 莫倫達瓦 - 莫倫達瓦機場
  - 貝島 - 法先機場
  - 聖瑪莉島 - 聖瑪莉機場
  - 森巴瓦 - 森巴瓦機場
  - 蘇阿拉拉 - 蘇阿拉拉機場
  - 图阿马西纳 - 圖阿馬西納機場
  - 坦博霍拉努 - Tambohorano Airport
  - 多蘭納魯 - 多蘭納魯機場
  - 圖里阿拉 - 圖里阿拉機場
  - 察拉坦那那 - 察拉坦那那機場
  - 茨洛安諾曼迪迪 - 茨洛安諾曼迪迪機場
- 南非
  - 約翰尼斯堡 - 奥利弗·坦博国际机场
- - 奈洛比 - 乔莫·肯雅塔国际机场
- 馬爾地夫
  - 西沃萨古尔·拉姆古兰爵士国际机场
- - 莫洛尼 - 赛义德·易卜拉欣王子国际机场
- 留尼汪
  - 聖丹尼 - 洛蘭·加洛斯機場
  - 聖皮埃 - 皮埃霍特斯機場
- 马约特
  - 藻德济 - 澡德濟巴曼濟國際機場

## 歐洲
- 英国
  - 倫敦 - 倫敦希斯路機場
- 法國
  - 巴黎 - 巴黎夏爾·戴高樂機場
  - 馬賽 - 馬賽普羅旺斯機場

## 亞洲
- 泰國
  - 曼谷 - 蘇凡納布機場
- 中国大陆
  - 廣州 - 廣州白雲國際機場